# Artiglieria a cavallo

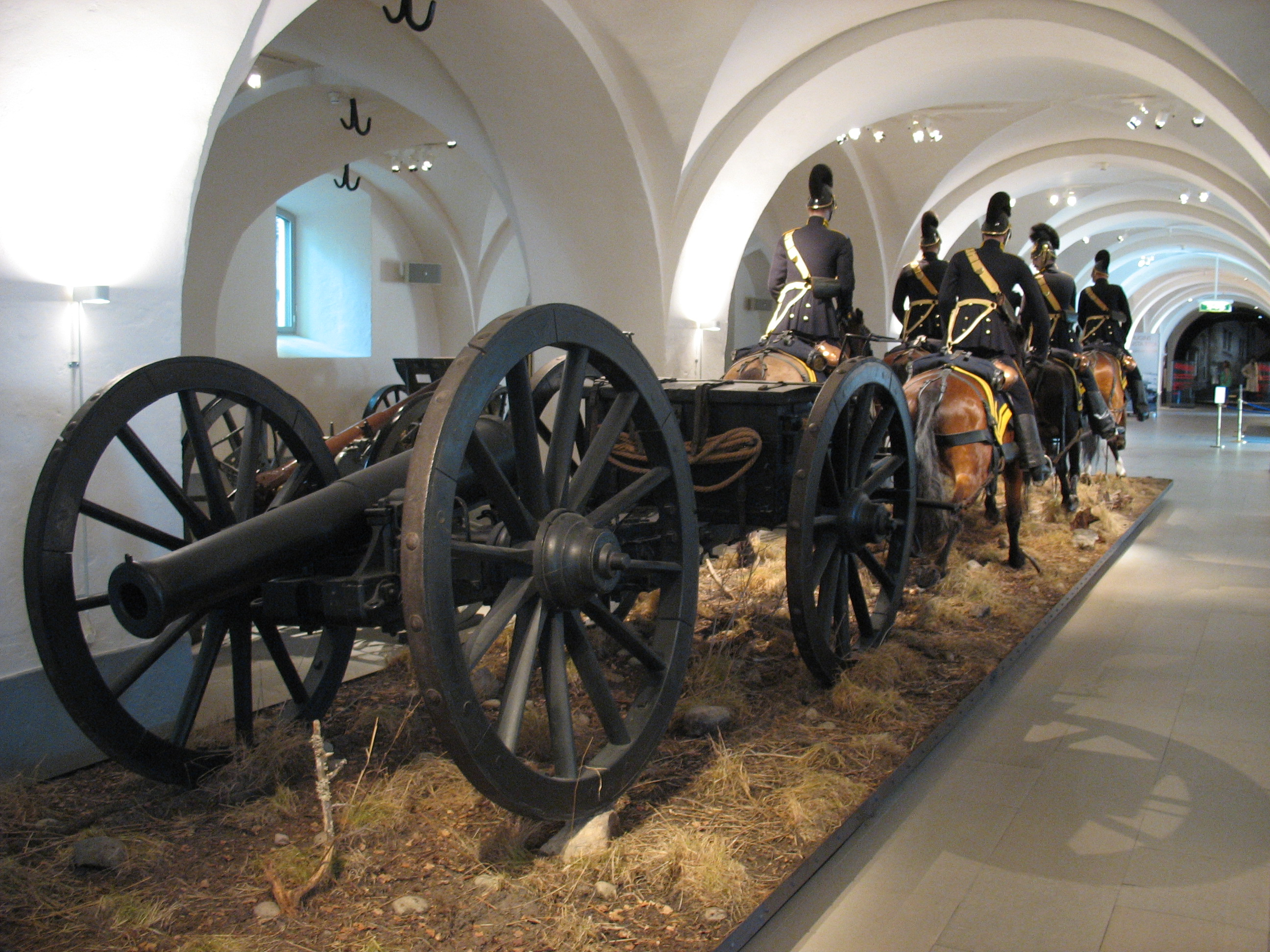
Un pezzo di artiglieria a cavallo svedese con la ricostruzione dei suoi artiglieri esposto nel museo dell'esercito di Stoccolma

L'artiglieria a cavallo è una specialità dell'arma di artiglieria nata nella seconda metà del XVIII secolo e perfezionata durante l'epoca delle guerre napoleoniche; a differenza della normale artiglieria da campagna, nell'artiglieria a cavallo sia le bocche da fuoco che gli artiglieri si spostavano a cavallo, il che consentiva una più rapida movimentazione dei pezzi sul campo di battaglia e in particolare l'appoggio di fuoco alle unità di cavalleria: le bocche da fuoco dell'artiglieria a cavallo erano generalmente cannoni o obici di calibro leggero montati su affusti a due ruote, e tutti gli artiglieri addetti al pezzo erano dotati di un proprio cavallo con cui spostarsi.
L'artiglieria a cavallo veniva generalmente impiegata per accompagnare gli attacchi della cavalleria, in particolare quando questa veniva a imbattersi in formazioni di fanteria schierate a quadrato; in un certo senso un precursore dei più moderni semoventi d'artiglieria, l'artiglieria a cavallo scomparve fondamentalmente dagli ordinamenti militari dopo l'epoca della seconda guerra mondiale, anche se varie unità mantennero anche dopo, principalmente a titolo onorifico, tale appellativo (come il Reggimento artiglieria a cavallo "Voloire" dell'Esercito Italiano o la Royal Horse Artillery del British Army).